# 工地秀

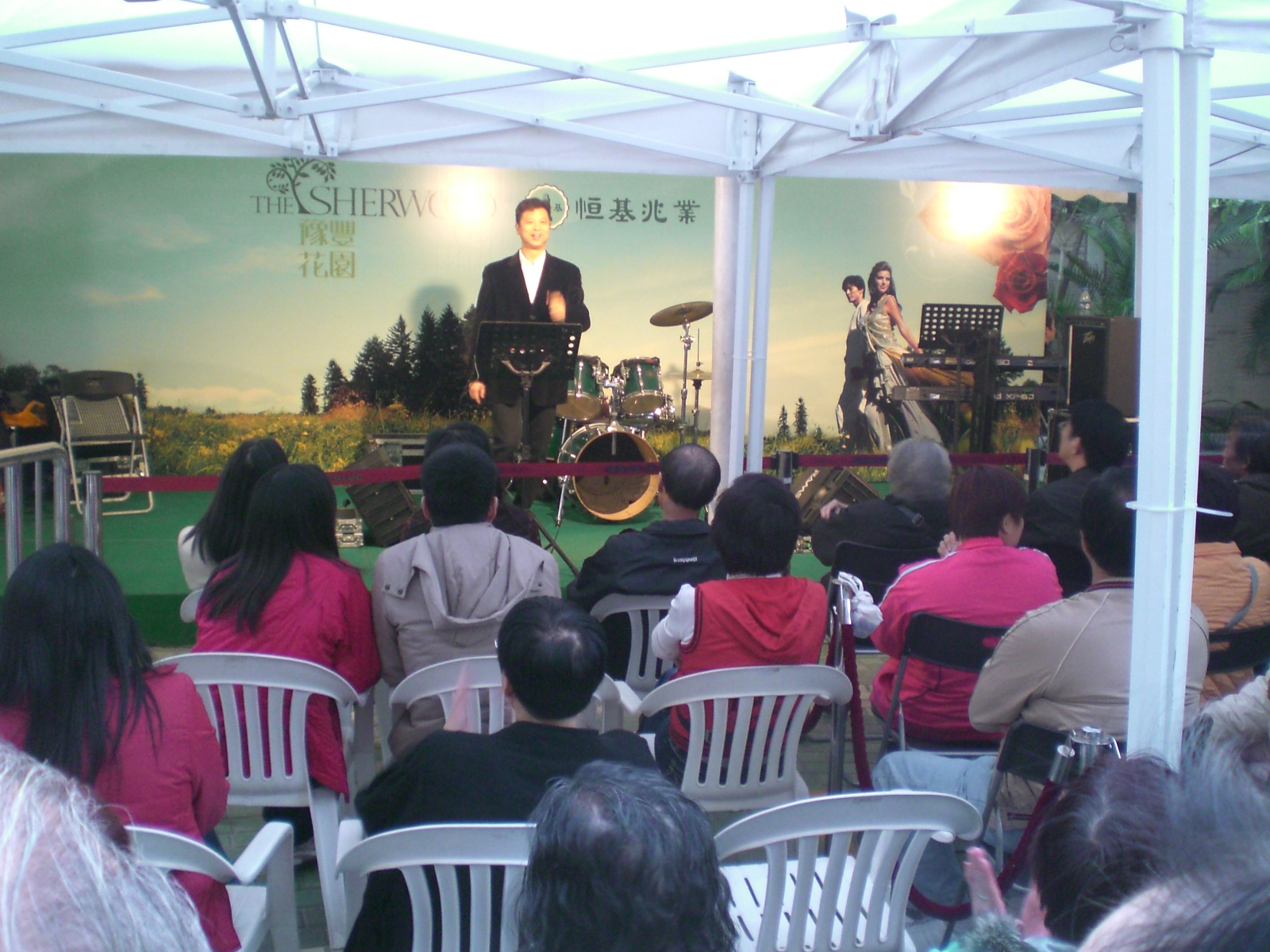
工地秀

工地秀，是地產發展商、地產代理和銀行部合作組織的房地產展銷會活動。 工地秀的性質是房地產市場推廣活動加表演藝術的專案管理，前者是目的，而工地秀只是其商業手法。 觀眾對象是該房地產項目單位的潛在投資者及其家庭成員。
工地秀的表演地點，有時是在：
- 建築工地，讓買家方便參觀房地產建築物現場的實境。
- 地產公司的商品陳列室、展覽會場、或者寫字樓，通常設有實物用料之樣品及房地產項目的地圖模型。

工地秀的表演包括：
- 名星實時載歌載舞、小型音樂會。  （页面存档备份，存于）
- 名人棟篤笑、簽名會、講座、演講等。
- 其他演藝活動，例如魔術、舞台劇、芭蕾舞等。

工地秀的場內，有時會有服務，即場給遊人供應免費美食及汽水、橙汁等。
工地秀多數設於交通方便的地點，否則或者有穿梭巴士接送。

## 相關
- 抵押贷款
- 物業稅
- 樓花
- 炒作房地產
- 不動產
- 爛尾建築